# Choghakhor
Choghakhor (en persan : تالاب چغاخور / Tâlâb-e Choghâkhor) est une zone humide de la province de Tchaharmahal-et-Bakhtiari en Iran. Elle est inscrite sur la liste des zones humides d'importance internationale de la convention de Ramsar le 03 mars 2010.

## Géographie
Situé dans la province de Tchaharmahal-et-Bakhtiari à 15 km de Boldaji et à 65 km de Shahrekord, la zone humide de Choghakhor s'étend sur une superficie d'environ 2 300 hectars et s'élève à une altitude d'environ 2 100 m. Elle est principalement alimentée par les sources des monts Kalar (en persan : کوه کلار / Kuh-e Kalâr), un des massifs des monts Zagros. La profondeur moyenne y est inférieure à 3 mètres.

## Écologie
Plus de 47 espèces d'oiseaux y sont répertoriées telles que le canard pilet, le canard chipeau, l'érismature à tête blanche ou l'aigle impérial. Il s'agit en outre de l'un des plus importants sites en Iran pour des poissons endémiques comme l'aphanius vladykovi.